# Dafni (Monte Athos)

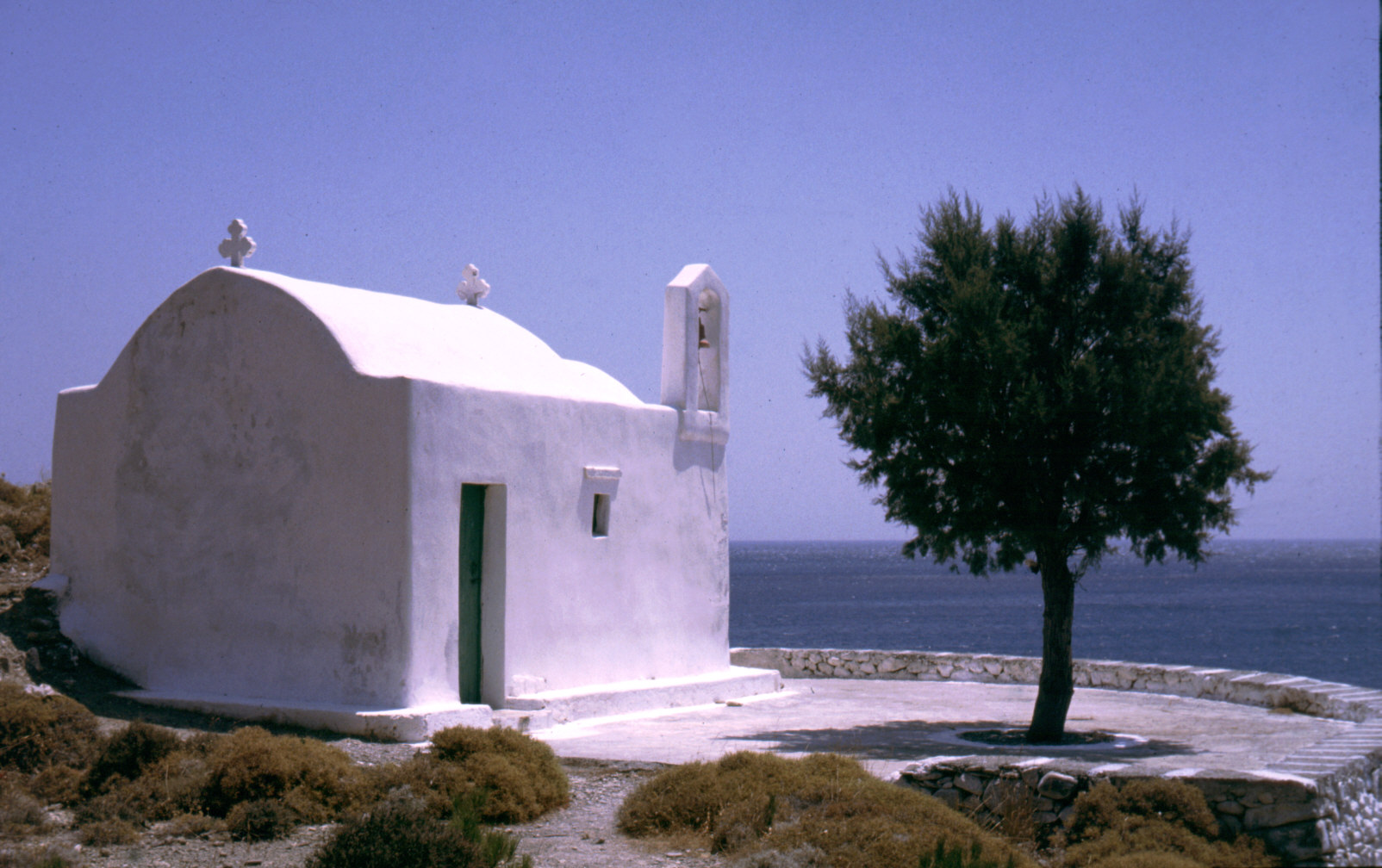
Chiesetta sopra la baia di Dafni

Dafni (in greco Δάφνη?) è un piccolo paese dello Stato Monastico Autonomo del Monte Athos. Si trova nella costa meridionale della penisola tra il Monastero di Xiropotamou e il Monastero di Simonopetra. È il porto principale del Monte Santo e l'unico posto di entrata nella repubblica monastica tramite un servizio di traghetti giornaliero che parte da Uranopoli. Secondo il censimento greco del 2001 il paese contava 38 abitanti.